# Peltophryne fluviatica
Peltophryne fluviatica är en groddjursart som först beskrevs av Schwartz 1972.  Peltophryne fluviatica ingår i släktet Peltophryne och familjen paddor. IUCN kategoriserar arten globalt som akut hotad. Inga underarter finns listade i Catalogue of Life.